# National Taiwan University
National Taiwan University, NTU (國立臺灣大學; Pinyin: Guólì Táiwān Dàsyué; Pe̍h-ōe-jī: Kok-li̍p Tâi-oân Tāi-ha̍k; vardagligt: 臺大; Táidà / Tâi-tāi)), är ett statligt universitet i Taipei, Taiwan. Det har cirka 33 000 studenter, och rankas som ett av Asiens främsta universitet (Global ranking 97 enligt Times Higher Education). 
Det grundades av den japanska ockupationsmakten 1928, och hette fram till befrielsen 1945 Taihoku Imperial University, varefter det fick sitt nuvarande namn. Kända alumner är bland andra presidenterna Tsai Ing-wen, Lee Teng-hui, Chen Shui-bian och Ma Ying-jeou, samt nobelpristagaren i kemi Yuan T. Lee. 